# Vagn Madsen
Vagn Madsen (17. august 1917 i Bogense – 30. juli 2000) var en dansk professor i økonomi. Vagn Madsen har især arbejdet med variabilitetsregnskabet, organisation, budgettering og strategi.
Vagn Madsen blev student i Aabenraa, og var 1941 en af de første kandidater fra økonomistudiet ved Aarhus Universitet. I 1953 vendte han efter en årrække i industrien, bl.a. hos Carlsberg, tilbage til i et professorat i praktisk driftsøkonomi, idet han i 1951 havde erhvervet doktorgraden. I 1957 etablerede han Institut for Virksomhedsledelse, som dog de første år kun voksede meget langsomt grundet manglende bevillinger. Vagn Madsen sørgede dog for at holde forbindelse til de bedste driftsøkonomiske kandidater, og disse rekrutteredes efterhånden som bevillingerne øgedes. I 1983 fratrådter han, og kontakten til universitet blev svagere.
Vagn Madsen blev æresdoktor ved Handelshøjskolerne i Göteborg og Århus.